# UCI World Tour 2024
L'UCI World Tour 2024 fou la catorzena edició de l'UCI World Tour, la màxima categoria del ciclisme professional de carretera masculí. Es disputaren un total de 35 curses, 20 d'un dia i 15 per etapes. La temporada tingué inici el 16 de gener a Austràlia amb el Tour Down Under i acabà a la Xina el 20 d'octubre amb el Tour de Guangxi.

## Equips
Per la temporada 2024, els equips del World Tour es mantingueren respecte la temporada anterior.
| Codi UCI | Equip                      | País                | Bicicleta        | Ref.   |
| -------- | -------------------------- | ------------------- | ---------------- | ------ |
| ADC      | Alpecin-Deceuninck         | Bèlgica             | Canyon           | [ 2 ]  |
| ARK      | Arkéa-B&B Hotels           | França              | Bianchi          | [ 3 ]  |
| AST      | Astana Qazaqstan Team      | Kazakhstan          | Wilier Triestina | [ 4 ]  |
| TBV      | Bahrain Victorious         | Bahrain             | Merida           | [ 5 ]  |
| BOH      | Bora-Hansgrohe             | Alemanya            | Specialized      | [ 7 ]  |
| COF      | Cofidis                    | França              | Look             | [ 8 ]  |
| DAT      | Decathlon-AG2R La Mondiale | França              | Van Rysel        | [ 9 ]  |
| EFE      | EF Education-EasyPost      | Estats Units        | Cannondale       | [ 10 ] |
| GFC      | Groupama-FDJ               | França              | Wilier Triestina | [ 11 ] |
| IGD      | Ineos Grenadiers           | Regne Unit          | Pinarello        | [ 12 ] |
| IWA      | Intermarché-Wanty          | Bèlgica             | Cube             | [ 13 ] |
| LTK      | Lidl-Trek                  | Estats Units        | Trek             | [ 14 ] |
| MOV      | Movistar Team              | Espanya             | Canyon           | [ 15 ] |
| SOQ      | Soudal Quick-Step          | Bèlgica             | Specialized      | [ 16 ] |
| DFP      | Team DSM-Firmenich PostNL  | Països Baixos       | Scott            | [ 17 ] |
| JAY      | Team Jayco AlUla           | Austràlia           | Giant            | [ 18 ] |
| TVL      | Team Visma-Lease a Bike    | Països Baixos       | Cervélo          | [ 19 ] |
| UAD      | UAE Team Emirates          | Emirats Àrabs Units | Colnago          | [ 20 ] |

## Calendari i resultats
| Núm. | Data                       | Cursa                             | Guanyador            | Segon                  | Tercer               | Ref.   |
| ---- | -------------------------- | --------------------------------- | -------------------- | ---------------------- | -------------------- | ------ |
| 1    | 16–21 de gener             | Tour Down Under                   | Stephen Williams     | Jhonatan Narváez       | Isaac del Toro       | [ 22 ] |
| 2    | 28 de gener                | Cadel Evans Great Ocean Road Race | Laurence Pithie      | Natnael Tesfatsion     | Georg Zimmermann     | [ 23 ] |
| 3    | 19–25 de febrer            | UAE Tour                          | Lennert Van Eetvelt  | Ben O'Connor           | Pello Bilbao         | [ 24 ] |
| 4    | 24 de febrer               | Omloop Het Nieuwsblad             | Jan Tratnik          | Nils Politt            | Wout van Aert        | [ 25 ] |
| 5    | 2 de març                  | Strade Bianche                    | Tadej Pogačar        | Toms Skujiņš           | Maxim Van Gils       | [ 26 ] |
| 6    | 3–10 de març               | París-Niça                        | Matteo Jorgenson     | Remco Evenepoel        | Brandon McNulty      | [ 27 ] |
| 7    | 4–10 de març               | Tirrena-Adriàtica                 | Jonas Vingegaard     | Juan Ayuso             | Jai Hindley          | [ 28 ] |
| 8    | 16 de març                 | Milà-Sanremo                      | Jasper Philipsen     | Michael Matthews       | Tadej Pogačar        | [ 29 ] |
| 9    | 18–24 de març              | Volta a Catalunya                 | Tadej Pogačar        | Mikel Landa            | Egan Bernal          | [ 30 ] |
| 10   | 20 de març                 | Classic Bruges-De Panne           | Jasper Philipsen     | Tim Merlier            | Danny van Poppel     | [ 31 ] |
| 11   | 22 de març                 | E3 Saxo Bank Classic              | Mathieu van der Poel | Jasper Stuyven         | Wout van Aert        | [ 32 ] |
| 12   | 24 de març                 | Gant-Wevelgem                     | Mads Pedersen        | Mathieu van der Poel   | Jordi Meeus          | [ 33 ] |
| 13   | 27 de març                 | A través de Flandes               | Matteo Jorgenson     | Jonas Abrahamsen       | Stefan Küng          | [ 34 ] |
| 14   | 31 de març                 | Tour de Flandes                   | Mathieu van der Poel | Luca Mozzato           | Nils Politt          | [ 35 ] |
| 15   | 1–6 d'abril                | Volta al País Basc                | Juan Ayuso           | Carlos Rodríguez       | Mattias Skjelmose    | [ 36 ] |
| 16   | 7 d'abril                  | París-Roubaix                     | Mathieu van der Poel | Jasper Philipsen       | Mads Pedersen        | [ 37 ] |
| 17   | 14 d'abril                 | Amstel Gold Race                  | Tom Pidcock          | Marc Hirschi           | Tiesj Benoot         | [ 38 ] |
| 18   | 17 d'abril                 | Fletxa Valona                     | Stephen Williams     | Kévin Vauquelin        | Maxim Van Gils       | [ 39 ] |
| 19   | 21 d'abril                 | Lieja-Bastogne-Lieja              | Tadej Pogačar        | Romain Bardet          | Mathieu van der Poel | [ 40 ] |
| 20   | 23–28 d'abril              | Tour de Romandia                  | Carlos Rodríguez     | Aleksandr Vlàssov      | Florian Lipowitz     | [ 42 ] |
| 21   | 1 de maig                  | Eschborn-Frankfurt                | Maxim Van Gils       | Alex Aranburu          | Riley Sheehan        | [ 43 ] |
| 22   | 4–26 de maig               | Giro d'Itàlia                     | Tadej Pogačar        | Daniel Felipe Martínez | Geraint Thomas       | [ 44 ] |
| 23   | 2–9 de juny                | Critèrium del Dauphiné            | Primož Roglič        | Matteo Jorgenson       | Derek Gee            | [ 45 ] |
| 24   | 9–16 de juny               | Volta a Suïssa                    | Adam Yates           | João Almeida           | Mattias Skjelmose    | [ 46 ] |
| 25   | 9 de juny – 21 de juliol   | Tour de França                    | Tadej Pogačar        | Jonas Vingegaard       | Remco Evenepoel      | [ 47 ] |
| 26   | 10 d'agost                 | Clàssica de Sant Sebastià         | Marc Hirschi         | Julian Alaphilippe     | Lennert Van Eetvelt  | [ 48 ] |
| 27   | 12–18 d'agost              | Volta a Polònia                   | Jonas Vingegaard     | Diego Ulissi           | Wilco Kelderman      | [ 49 ] |
| 28   | 17 d'agost – 8 de setembre | Volta a Espanya                   | Primož Roglič        | Ben O'Connor           | Enric Mas            | [ 50 ] |
| 29   | 25 d'agost                 | Bretagne Classic                  | Marc Hirschi         | Paul Magnier           | Magnus Cort          | [ 51 ] |
| 30   | 28 d'agost – 1 de setembre | / Renewi Tour                     | Tim Wellens          | Alec Segaert           | Per Strand Hagenes   | [ 52 ] |
| 31   | 8 de setembre              | Bemer Cyclassics                  | Olav Kooij           | Jonathan Milan         | Biniam Girmay        | [ 53 ] |
| 32   | 13 de setembre             | Gran Premi Ciclista de Quebec     | Michael Matthews     | Biniam Girmay          | Rudy Molard          | [ 54 ] |
| 33   | 15 de setembre             | Gran Premi Ciclista de Montreal   | Tadej Pogačar        | Pello Bilbao           | Julian Alaphilippe   | [ 55 ] |
| 34   | 12 d'octubre               | Volta a Llombardia                | Tadej Pogačar        | Remco Evenepoel        | Giulio Ciccone       | [ 56 ] |
| 35   | 15–20 d'octubre            | Tour de Guangxi                   | Lennert Van Eetvelt  | Oscar Onley            | Alex Baudin          | [ 57 ] |